# Pantopipetta longituberculata
Pantopipetta longituberculata – gatunek kikutnic z rodziny Austrodecidae.
Kikutnica ta cechuje się ośmioczłonowymi nogogłaszczkami, których propodus ponad czterokrotnie przekracza długością stopę. Pierwsze biodra odnóży krocznych oraz wyrostki boczne są gładkie lub pokryte małymi guzkami. Odwłok sięga końca pierwszych bioder czwartej pary odnóży.
Stosunkowo częsty i szeroko rozprzestrzeniony gatunek. Znany ze stanowisk położonych u zachodnich wybrzeży Ameryki Południowej (Ocean Spokojny), na zachód od Półwyspu Antarktycznego (Ocean Południowy), w rejonie Georgii Południowej, Basenu Argentyńskiego oraz południowo-zachodnich wybrzeży Afryki (Ocean Atlantycki). Podawany również z Morza Szkockiego.
Okazy tego gatunku spotykane były na głębokości od około 2 tys. do ponad 5 tys. metrów.